# Гематома
Гемато́ма (лат. haematoma, від дав.-гр. αἷμα — «кров» + ωμα — «пухлина») — медичний термін, який означає обмежене скупчення крові при закритих і відкритих ушкодженнях органів та тканин із розривом (пораненням) кровоносних судин, що призводить до утворення порожнин, яка містить рідку або згорнуту кров. Часто є симптомом багатьох хвороб.

## Види
Класифікують гематому залежно від локалізації (субсерозна, субдуральна, внутрішньом'язова тощо), відношення до просвіту кровоносної судини (пульсуюча, непульсуюча), стану крові, що вилилась (згорнута, інфікована, гнійна). Основними проявами гематоми, розташованої в підшкірній клітковині і м'язах, є: біль, наявність обмеженого набряку, порушення функції відповідних м'язів, зміна забарвлення шкіри від фіолетово-червоного до жовто-зеленого, нерідко підвищення місцевої температури. При гематомі внутрішніх органів на перший план виступають симптоми стиснення їх.

### Підшкірна гематома
Підшкірна гематома («синець») спочатку зовні має синьо-сизе забарвлення, а ближче до одужання гематома починає «цвісти» — знаходить жовті, зелені та рожеві відтінки.

#### Незгорнута гематома
Кров, яка витекла внаслідок руйнування судин при травмі, за певних обставин не згортається довший час (приблизно 3 дні, інколи довше)

### Внутрішньочерепна гематома

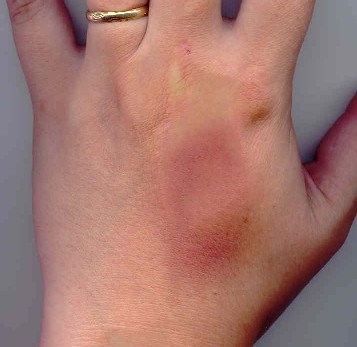
Гематома на руці

Гематома внутрішньомозкова травматична. 
Чіткого визначення поняття «гематома внутрішньомозкова травматична»  немає через триваючу еволюцію поглядів на патогенез процесу (синоніми — травматичний внутрішньо-мозковий крововилив / ТВК, геморагічний забій головного мозку). Зазвичай діагноз ставлять на підставі комп'ютерної томографії (КТ) головного мозку, яка виявляє вогнище підвищеної щільності в паренхімі мозку у пацієнта з черепно-мозковою травмою (ЧМТ) (багато науковців не включають в це поняття вогнища менше 1 см у максимальному вимірі). Вогнища крововиливу найчастіше виявляють у зонах мозку, які найбільше потерпають при прискоренні/уповільненні, — полюси й базальні поверхні лобової, скроневої й потиличної часток. Зазвичай ТВК спричинює менший мас-ефект, ніж слід було б очікувати при даному обсязі. ТВК має тенденцію до прогресивного збільшення протягом декількох днів після травми, що виявляють на послідовно проведених контрольних КТ. У деяких випадках крововилив розвивається відстрочено, в такому випадку його називають — пізніше ТВК. КТ, проведена через кілька місяців після травми, виявляє мінімальні зміни в речовині мозку (або взагалі їх відсутність).
- Гостра травматична субдуральна гематома — скупчення крові в просторі між внутрішнім листком твердої мозкової і павутинної оболон головного мозку. У пацієнтів з гострою травматичною субдуральною гематомою звичайно виявляють значно більше первинне ушкодження головного мозку, ніж у пацієнтів з епідуральною гематомою, тому результати лікування цієї групи хворих значно гірше. Так само буває хронічна субдуральна гематома, яка зазвичай виникає у літніх людей (середній вік — 63 роки). Менш ніж у 50 % з них в анамнезі вдається виявити черепно-мозкову травму. У 20-25 % випадків хронічна субдуральна гематома буває двосторонньою.
- Гематома епідуральна — локальне скупчення крові в просторі між внутрішньою поверхнею черепа і зовнішнім листком твердої мозкової оболони (епідуральний простір).

### Кефалогематома
Кефалогематома є обмеженим (локалізованим) накопиченням крові під зовнішнім листком окістя черепа дитини. Найчастіше, як наслідок пологової травми.

## Лікування гематом

### Підшкірні гематоми
- Консервативне (невеликих гематом): безпосередньо після удару — місцево холод і еластична пов'язка, (для запобігання розвитку гематоми), анальгетики (для зменшення больових відчуттів). Через кілька днів після травми — фізіотерапевтичні процедури (для прискорення розсмоктування: масаж, ЛФК, УВЧ).
- Оперативне (при великих гематомах): евакуація вмісту гематоми шляхом пункції, з наступним накладенням еластичних пов'язок. У разі відновлення кровотечі показано розкриття (розтин) гематоми, перев'язка судин, що кровоточать або накладення судинного шва. При нагноєнні гематом показано її розкриття, санація та дренування.

При неускладнених гематомах прогноз, як правило, сприятливий.